# Patty Cardenas
Patricia Cardenas, detta Patty (Commerce, 19 agosto 1984), è una pallanuotista statunitense, vincitrice di una medaglia d'argento ai giochi olimpici di Pechino 2008.